# Anqoun

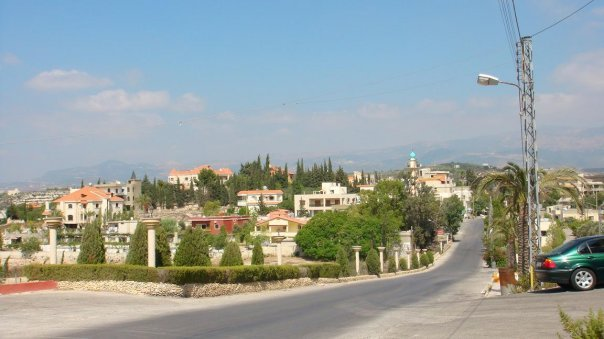
entrata ad ʿAnqūn dalla parte occidentavest

Anqoun (in arabo عنقون‎?, ʿAnqūn) è un villaggio nel sud del Libano. È situata a 400 metri SLM e a circa 14 km da Sidone.